# Lungarno Diaz
Il lungarno Generale Diaz è quel tratto della sponda nord dei lungarni fiorentini che va dal Ponte alle Grazie (e via de' Benci) a piazza dei Giudici. A metà circa del suo tracciato vi si apre piazza Mentana.

## Storia
Questo lungarno era anticamente noto per la presenza del tiratoio dell'Arte della Lana, che venne demolito nel 1858 per fare spazio al Palazzo della Borsa, oggi sede della Camera di Commercio. Venne allora intitolato come "Lungarno della Borsa" e solo nel novembre 1918 cambiò nome venendo dedicato al generale Armando Diaz, successore di Luigi Cadorna dopo Caporetto e responsabile della vittoria delle truppe italiane nella prima guerra mondiale del 4 novembre 1918, nell'entusiasmo per la vittoria conseguita nello stesso mese (così lo Stradario del 1929: "distrusse a Vittorio Veneto, il 4 novembre 1918, l'Impero austriaco e chiuse ad oriente i confini della Patria").
L'erezione della fabbrica della Borsa incise in modo significativo sia sul carattere della strada (è questo un caso ampiamente documentato da 
grafiche e fotografie) sia sulla configurazione della zona, comportando la rettificazione delle vie limitrofe e la conseguente riconfigurazione degli edifici in fregio a queste.
Fino al 1940 il lungarno arrivava al piazzale degli Uffizi: in quell'anno fu scorporato il tratto da piazza dei Giudici come lungarno Anna Maria Luisa de' Medici, in onore all'ultima discendente della famiglia che donò le collezioni di famiglia alla città, permettendo la nascita dei grandi musei fiorentini quali gli stessi Uffizi.

## Descrizione

### Edifici
| Immagine | N°   | Nome                                 | Descrizione |
| -------- | ---- | ------------------------------------ | --- |
|          | 2    | Palazzo Alberti Malenchini           | Venendo dal Ponte alle Grazie si incontra sulla sinistra il Palazzo Malenchini Alberti, ristrutturato nell'Ottocento in stile neorinascimentale. Poco resta della primitiva forma, quando fu abitato da Leon Battista Alberti, ma due targhe incassate nel bugnato vicino al portale su via de' Benci ricordano l'aspetto antico del palazzo nel 1400 e nel 1849, prima dei lavori di ristrutturazione. Sul lungarno si apre anche il portale del giardino, opera di Vittorio Bellini del 1874 circa. |
|          | 4    | Giardino Malenchini                  | È qui l'ingresso al giardino del palazzo Malenchini, riorganizzato nel 1874 quando venne eretto l'annesso oratorio. Sul portale è uno scudo in marmo partito con l'arme degli Alberti (d'azzurro, a quattro catene d'argento moventi dai quattro angoli dello scudo e riunite in cuore per un anello dello stesso) e dei Mori Ubaldini (scaccato d'argento e di nero). Il muro di cinta del giardino si colora di viola nel mese di aprile per le numerose piante di glicine. |
|          | s.n. | Oratorio di Santa Maria delle Grazie | Fu costruito nel 1874 dall'architetto Vittorio Bellini per conto dei Mori Ubaldini nel giardino del palazzo Alberti-Malenchini, là dove fin dal Duecento avevano le loro case gli Alberti; l'oratorio ospita l'immagine ritenuta miracolosa della Madonna delle Grazie, attribuita al Maestro della Santa Cecilia (fine XIII-inizi XIV secolo), che proviene dal tabernacolo della cappellina posta sull'ultimo pilone verso nord del ponte, già detto di Rubaconte, e poi denominato alle Grazie proprio per la devozione che la sacra immagine suscitava nel popolo fiorentino. |
|          | s.n. | Albergo Balestri                     | L'area fu segnata fin dal Trecento da case di proprietà della famiglia Alberti, e sicuramente è di antica data (come testimoniano le piante della città) anche l'avanzare verso il centro della piazza dell'edificio, che non si mantiene in linea con gli altri, arretrati, che sono su questo stesso lato. Presumibilmente le vecchie fabbriche furono unificate in uno stesso immobile nel corso dell'Ottocento durante gli importanti lavori che interessarono il palazzo ora Alberti Malenchini, per essere nuovamente oggetto di lavori nel corso del Novecento. Dalla seconda metà dell'Ottocento (probabilmente dal 1888) l'edificio fu adibito a pensione e quindi ad albergo. Tra gli ospiti di quella che fu la pensione Balestri si ricorda il nucleo significativo di intellettuali polacchi che qui si ritrovarono nel 1907, a partire dallo scrittore e filosofo Stanislaw Brzozowski, per giungere a Anatolij Lunačarskij e allo scrittore Maksim Gor'kij. Nel 1919 questa fu la prima sistemazione fiorentina dello scrittore inglese D.H. Lawrence. |
|          | s.n. | Palazzo della Borsa                  | L'edificio, in stile neoclassico, venne costruito tra il 1858 e il 1860 dagli architetti Michelangelo Maiorfi ed Emilio De Fabris, al posto del trecentesco tiratoio dell'Arte della Lana. La facciata sul lungarno è decorata nella parte centrale da un colonnato dorico con timpano, che, nella sua semplicità, si adattava alle nuove funzioni legate alla gestione commerciale e corporativa della città. Oggi è la sede della locale Camera di Commercio. |
|          | s.n. | Tiratoio delle Grazie                | La lavorazione del panni di lana, un tempo una delle più redditizie di Firenze, necessitava, tra i vari passaggi lavorativi, di una stesura al fresco in terrazze coperte e aerate, dove essi, opportunamente stesi e "tirati", asciugassero dopo le operazioni di coloritura e lavaggio. Per tali operazioni l'Arte della lana possedeva alcune grandi strutture apposite denominate appunto "tiratoi". A Firenze se ne sono contati cinque principali: quello delle Grazie, al cui posto oggi sorge la Camera di Commercio, quello della Pergola, quello degli Angeli in via Alfani, e quello dell'Uccello in piazza di Cestello, che fu sostituito poi con l'unico edificio ancora esistente, il tiratoio di San Frediano in piazza del Tiratoio. |

### Lapidi
Sulla spalletta dell'Arno, nel tratto prospiciente piazza dei Giudici, si segnala la lapide in marmo che segna il punto nel quale furono sepolte le ossa del cavallo dell'ambasciatore veneto Carlo Capello, colpito a morte durante l'assedio del 1530, data riportata nell'iscrizione.
| OSSA EQVI CAROLI CAPELLI LEGATI VENETI NON INGRATVS HERVS SONIPES MEMORANDE SEPVLCHRVM HOC TIBI PRO MERITIS HAEC MONIMENTA DEDIT OBSESSA VRBE M · D · XXX · III · ID · MART |

Traduzione: "Ossa del cavallo di Carlo Capello, legato veneto. Il tuo padrone non ingrato ti ha dato questo sepolcro, o indimenticabile destriero, e questa lapide per i tuoi meriti durante l'assedio della città.15 marzo 1533". Il formidabile cavallo, che pare fosse anche stato prestato a Ludovico Martelli per il duello con Giovanni Bandini, fu sepolto proprio in questo punto (da intendersi oltre la spalletta, lungo il fiume), vestito del finimento di cuoio, velluto rosso e borchie dorate. Si tratta dell'unica targa che ricorda i fatti dell'assedio, episodio legato alla fine della Repubblica e sgradito ai Medici, che però tollerarono questa lapide proprio perché legata a un animale di uno straniero, quindi estraneo alle contese tra i regnanti e il suo popolo. Un'altra targa dedicata ad un animale, questa volta una mula, si trova nel cortile di palazzo Pitti.
Nel 2014 è stata posta anche una lapide sull'oratorio di Santa Maria delle Grazie che ne ricorda la storia e, tramite un disegno, la sua collocazione originaria presso il ponte:
| IL 7 FEBBRAIO 1874 L'IMMAGINE DI SANTA MARIA DELLE GRAZIE CHE SI TROVAVA NELL'ANTICA CAPPELLINA VOLUTA DA JACOPO ALBERTI NEL 1374 SULLA PRIMA PILA DEL PONTE ALLE GRAZIE VENNE TRASFERITA IN QUESTO ORATORIO BENEDETTO IL 22 MAGGIO 1874 DALL'ARCIVESCOVO MONS. LIMBERTI 22 MAGGIO 2014 |